# Halominniza aegyptiacum aegyptiacum
Halominniza aegyptiacum aegyptiacum es una subespecie de arácnido del orden Pseudoscorpionida de la familia Olpiidae.

## Distribución geográfica
Se encuentra en Egipto.